# Толга Менди
Толга Менди (на турски: Tolga Mendi) е турски актьор.

## Биография
Толга Менди е роден на 23 март 1993 г. в Адана, Турция. След като завършва в анатолийската школа започва да учи строително инженерство в университета Шукурова.
Започва актьорската си кариера в турския сериал „Горчива любов“. Става известен с ролята си на Хазар Бозок в сериала „Новата булка“. През 2020 г. изиграва ролята на Селим Кутлусой в сериала „Лявата ми половина“.
В момента той е ерген и пребивава в Турция. Занимава се с плуване и бокс, освен това е много известен в Инстаграм.

## Филмография

### Телевизионни сериали
| Година      | Заглавие           | Роля           | Бележки            |
| ----------- | ------------------ | -------------- | ------------------ |
| 2015 г.     | Горчива любов      | Хайдар         | Второстепенна роля |
| 2016        | Rüzgarın Kalbi     | Дженк          | Второстепенна роля |
| 2017 г.     | Новата булка       | Хазар Бозок    | Главна роля        |
| 2020 – 2021 | Лявата ми половина | Селим Кутлусай | Главна роля        |

|  | Тази страница частично или изцяло представлява превод на страницата Tolga Mendi в Уикипедия на турски. Оригиналният текст, както и този превод, са защитени от Лиценза „Криейтив Комънс – Признание – Споделяне на споделеното“, а за съдържание, създадено преди юни 2009 година – от Лиценза за свободна документация на ГНУ. Прегледайте историята на редакциите на оригиналната страница, както и на преводната страница, за да видите списъка на съавторите. ВАЖНО: Този шаблон се отнася единствено до авторските права върху съдържанието на статията. Добавянето му не отменя изискването да се посочват конкретни източници на твърденията, които да бъдат благонадеждни. |